# 19.59
«19.59» — информационно-аналитическая телепрограмма.

## История
Программа впервые вышла в эфир 14 апреля 1996 года, заменив собой еженедельный информационный журнал «Воскресенье». Название обусловлено временем выхода в эфир — в 19:59.
Одна из первых итоговых телепрограмм России, созданная по принципу инфотейнмента. Помимо политики в программе освещались экономика, криминальная хроника и новости культуры. Режиссёром был Максим Иванников.
Для «19.59» была создана дорогостоящая студия: по оценкам прессы, её стоимость составляла 200 000 долларов. Однако, несмотря на многие прогрессивные, а то и опередившие своё время черты, программа была негативно оценена критиками. Они отмечали непрофессионализм руководителей, проявлявшийся, например, в неудачном включении музыкальных клипов после информационных сообщений. 
Было произведено пять пилотных выпусков программы. По окончании экспериментальных выпусков программа прекратила выход в эфир, несмотря на её указание в печатных программах передач на 19 и 26 мая 1996 года. Вместо неё по воскресеньям в 20:00 был восстановлен выход программы «Время».

## Ведущие
Программа делилась на тематические рубрики, в каждой из которых был свой ведущий:
- Дмитрий Орешкин (общественно-политические новости);
- Владимир Мау (экономические новости);
- Александр Минкин (культурные новости);
- Олег Аксёнов (криминальные новости).